# Camarão-filtrador-africano
O camarão-filtrador-africano (nome científico: Atya gabonensis), também chamado camarão-de-pedra, lagosta-filtradora, camarão-negro, cruca, curuca ou camarão-vampiro, é uma espécie de crustáceo decápode, mais especificamente camarão, da família dos atiídeos (Atyidae). É endêmico do Oceano Atlântico, tanto na América do Sul quanto nas costas da África.

## Nome
Camarão originou-se do latim *cammarōne, a partir do latim clássico cammārus,i, no sentido de "caranguejo do mar, camarão, lagostim", que por sua vez derivou do grego kámmaros (κάμμαρος) ou kámmoros (κάμμορος). O termo foi registrado a primeira vez em 1500 como camarã e camaroões na carta de Pero Vaz de Caminha. Esse animal é também coloquialmente referido como lagosta, muito embora o vocábulo não seja sinônimo de camarão, e diz respeito aos crustáceos das famílias dos palinurídeos (Palinuridae) e nefropídeos (Nephropidae). O termo provavelmente se originou do latim *lacusta através do latim clássico locūsta,ae, "gafanhoto, lagosta", e foi registrado pela primeira vez em 1552 na obra de Fernão Lopes de Castanheda. Cruca é uma provável forma sincopada de curuca, cuja origem é obscura.

## Taxonomia
O camarão-filtrador-africano foi descrito por Christian Gottfried Giebel em 1875. Estudos moleculares recentes, utilizando diversos marcadores genéticos, apoiaram a hipótese de que o camarão-filtrador-africano constitui uma espécie com distribuição anfi-Atlântica. As análises de delimitação de espécies não apontaram para a existência de mais de uma espécie dentro do grupo avaliado, e as divergências observadas nas filogenias não indicam processos de especiação entre as populações da América do Sul e da África. Assim, os dados reforçam o reconhecimento de Atya gabonensis como uma única unidade taxonômica, distribuída em ambos os lados do Atlântico.

## Descrição
O camarão-filtrador-africano é uma espécie de grande porte para camarões filtradores, cujo tamanho varia entre 14 centímetros nos machos e nove nas fêmeas. O escudo cefálico exibe sulcos marcados e três pares de quelas anteriores possuem fanões ramificados usados na filtração de partículas em suspensão. Apresenta dimorfismo sexual e os machos possuem o primeiro conjunto de pereópodes mais grosso, enquanto as fêmeas são mais volumosas e têm uma carapaça mais longa. Em cativeiro, relata-se que indivíduos dessa espécie apresentam coloração azul-celeste, azul-médio, azul-marinho, cinza e marrom. Pensa-se que a cor azul se torne muito mais aparente em águas mais duras e quando mantidos em substratos mais escuros. Há também relatos de camarões machos ocasionalmente ficando laranja ou vermelhos, o que pode estar relacionado a uma demonstração de dominância.

## Distribuição e habitat
O camarão-filtrador-africano habita rios maiores de terras baixas, geralmente com correntes rápidas e em substrato rochoso, estuários e zonas salobras. Ocorre na África Ocidental, no Gana, Gabão, República Democrática do Congo, Camarões, Libéria, Mali, Nigéria e São Tomé e Príncipe. Há registros da espécie na América do Norte, no México, na América Central, nas costas dos países banhados pelas águas do golfo do México (Belize, Costa Rica, Guatemala, Honduras, Nicarágua e Panamá), e na América do Sul, no litoral da Colômbia, Venezuela, Guiana, Guiana Francesa, Suriname e Brasil (Alagoas, Maranhão, Piauí, Rio de Janeiro, São Paulo e Sergipe). Especula-se que parte dos registros para o camarão-filtrador-africano possam ser identificações errôneas do camarão-cavalo (Atya scabra). Em particular, no Brasil, está presente nas sub-bacias do Itapecuru, do Paraíba do Sul e do Baixo São Francisco, nos biomas da Caatinga, Cerrado e Mata Atlântica.

## Biologia e ecologia

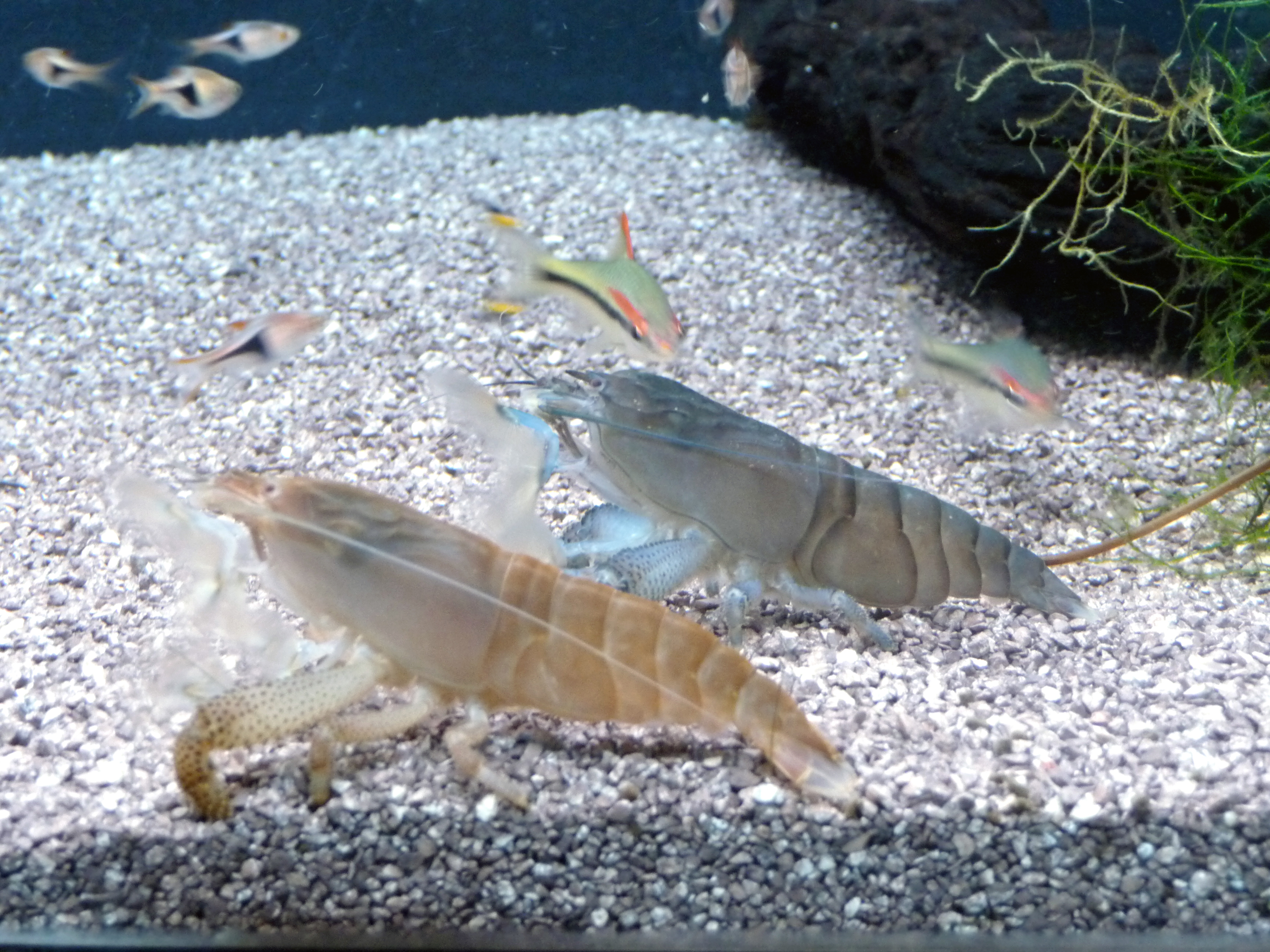
Indivíduos em cativeiro, um azul, outro dourado

O camarão-filtrador-africano é uma espécie gregária e prefere viver em grupos grandes. Em cativeiro, se mantido em pouco espaço, apresenta comportamento territorialista. É um detritívoro filtrador, retirando microalgas e matéria orgânica da coluna de água com seus fanões especializados. Nwosu (2009) registrou aspectos da biologia reprodutiva e sazonalidade do camarão-filtrador-africano na bacia do rio Cross, Nigéria. A reprodução é sazonal, com machos praticando incubação bucal e fêmeas liberando ovos de cerca de nove a onze milímetros de diâmetro, que eclodem em larvas zoea planctônicas. Ao eclodirem, os alevinos passam por vários estágios planctônicos larvais complexos numa ampla variedade de condições aquáticas, incluindo salinidade salobra e marinha. Ao se tornarem adultos, retornam às águas doces, e permanecem em trechos de rios com corredeiras e pequenas quedas-d'água, leito e margens rochosos, e água bem oxigenada, desde o nível do mar até altitudes de 100 metros. Indivíduos menores mudam de carapaça com bastante frequência até atingirem a fase adulta. A muda ocorre à noite, e o camarão se esconde por alguns dias, enquanto o novo revestimento endurece. Em cativeiro, pode viver até cinco anos. Um pH de 6,5 a 7,8 é aceitável, assim como temperaturas de 23 a 29 °C (74 a 84 °F). Como a maioria dos invertebrados, é muito suscetível a medicamentos usados para tratar muitas doenças de peixes, sendo o cobre mortal. Também é possível o envenenamento por amônia e nitrito.

## Conservação

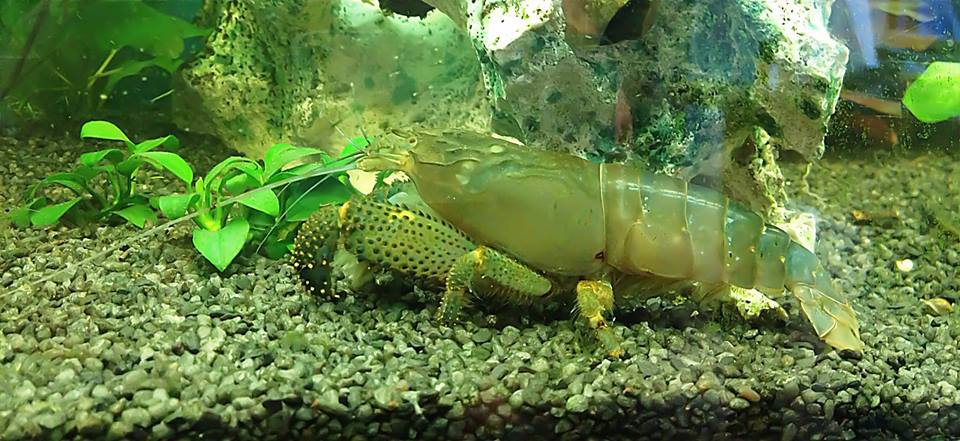
Indivíduo de coloração azulada

A União Internacional para a Conservação da Natureza (UICN) classifica o camarão-filtrador-africano como uma espécie pouco preocupante (LC), em decorrência de sua ampla distribuição e populações aparentemente estáveis. É capturado localmente para consumo e também criado em aquários devido ao seu comportamento pacífico e eficiente filtragem de água. Em 2018, foi classificada com a rubrica de dados insuficientes (DD) no Livro Vermelho da Fauna Brasileira Ameaçada de Extinção do Instituto Chico Mendes de Conservação da Biodiversidade (ICMBio), depois atualizado para menos preocupante (LC), e em perigo (EN) na Lista das Espécies da Fauna Ameaçadas de Extinção no Estado do Rio de Janeiro. No Brasil, os registros do camarão-filtrador-africano são escassos e não há estudos populacionais detalhados. Acredita-se que suas subpopulações sejam naturalmente pequenas e possam estar em declínio devido a barragens, embora faltem dados para confirmar. Apesar de não ter sido encontrada em coletas nos estados de Santa Catarina, Paraná, São Paulo, Bahia e Esírito Santo, 20 exemplares foram registrados em 2013 no rio Paraíba do Sul (Rio de Janeiro), e há um lote na coleção do Museu de Zoologia da Universidade de São Paulo, coletado em Registro (São Paulo). A espécie pode ocorrer em áreas pouco exploradas.